# دوغ هتشيسون
دوغ هتشيسون (بالإنجليزية: Doug Hutchison)‏ ممثل أمريكي من مواليد 26 مايو 1960.

## مواقع خارجية
- دوغ هتشيسون على موقع IMDb (الإنجليزية)
- دوغ هتشيسون على موقع ألو سيني (الفرنسية)
- دوغ هتشيسون على موقع أول موفي (الإنجليزية)
- دوغ هتشيسون على موقع قاعدة بيانات الأفلام السويدية (السويدية)
- دوغ هتشيسون على موقع إن إن دي بي (الإنجليزية)
- دوغ هتشيسون على موقع قاعدة بيانات الفيلم (الإنجليزية)
- دوغ هتشيسون على موقع كينوبويسك (الروسية)